# GNU C Library
GNU C Library, vooral bekend onder de naam glibc, is een standaard-C-bibliotheek uitgebracht door het GNU Project. Het werd oorspronkelijk geschreven door de Free Software Foundation (FSF) voor het GNU-besturingssysteem. De ontwikkeling is onder toezicht van een commissie sinds 2001, met Ulrich Drepper van Red Hat als de hoofdontwikkelaar en -beheerder.